# کواسیتسه
کواسیتسه (به چکی: Kvasice) یک منطقهٔ مسکونی در جمهوری چک است که در ناحیه کرومیریژ واقع شده‌است. کواسیتسه ۱۱٫۰۶ کیلومتر مربع مساحت و ۲٬۲۹۸ نفر جمعیت دارد و ۱۸۵ متر بالاتر از سطح دریا واقع شده‌است.